# (17857) Hsieh
(17857) Hsieh (1998 KR1) – planetoida z pasa głównego asteroid okrążająca Słońce w ciągu 4,43 lat w średniej odległości 2,69 j.a. Odkryta 18 maja 1998 roku.